# Nikola Gut-Keled od Gacke
Nikola od Gacke, brat od Joakim Pektar hrvatski ban (XIII. st.). Bio je sin Stjepana, bana cijele Slavonije (Stefanus banus totius Sclavonie), a on se spominje kao ban cijele Hrvatske i Dalmacije i knez Gacke (Nicolaus banus totius Croacie, Dalmacie et comes de Guecka ili Nicolaus totius Dalmatie atque Croatie banus et comes de Geycha) te primorski ban (Nicolaus banus maritimus). U izvorima se spominje tek u nekoliko dokumenata iz 1275., kada potvrđuje Trogiranima zemlje koje im je darovao Bela IV. te im vraća posjed Klobučar, koji im je bio oteo njegov otac ban Stjepan.